# Тілугі рудий
Тілу́гі рудий (Drymophila ferruginea) — вид горобцеподібних птахів родини сорокушових (Thamnophilidae). Ендемік Бразилії. Раніше вважався конспецифічним з бамбуковим тілугі.

## Опис
Довжина птаха становить 13 см, вага 10 г. Голова чорна, над очима білі "брови", щоки білі. Верхня частина спини чорно-біла. Нижня частина тіла, боки і нижня частина спини іржасто-руді, крила чорні, хвіст чорний. На крилах і хвості білі плямки.

## Поширення і екологія
Руді тілугі мешкають на південному сході Бразилії, від південно-східної Баїї до північно-східної Санта-Катарини, східного Мінас-Жерайсу і західного Сан-Паулу. Вони живуть в підліску вологих рівнинних і гірських атлантичних лісів, віддають перевагу бамбуковим заростям. Зустрічаються парами і невеликими зграйками, на висоті до 1250 м над рівнем моря. Іноді приєднуються до змішаних зграй птахів.